# Ґуна
Ґуна (санскр. गुण — нитка) — поняття індійської філософії, яке може означати вид, тип, якість, принцип, тенденцію.
Філософія школи самкх'я виділяє три ґуни (нитки), основні сутності пракріті, переплетення яких утворює всі об'єкти Всесвіту. Ці три ґуни суть саттва, раджас та тамас. Вони асоціюються, відповідно зі збереженням, творенням, руйнуванням.
У ведичній літературі ґуни асоціюються з п'ятьма елементами (простір, повітря, вогонь, вода, земля), п'ятьма чуттями (слух, дотик, зір, смак, запах), та п'ятьма органами чуття (вухо, шкіра, око, язик, ніс).
Філософія ньяя виділяє 24 ґуни, перераховуючи їх як якості усіх речей.

## Виноски
1. ↑  James G. Lochtefeld, Guna, in The Illustrated Encyclopedia of Hinduism: A-M, Vol. 1, Rosen Publishing, ISBN 978-0-8239-3179-8, page 265